# Сазды булак
Сазды́ була́к (каз. Сазды бұлақ, до 2018 г. — Ми́нское) — село в Аккольском районе Акмолинской области Казахстана. Входит в состав Карасайского сельского округа. Код КАТО — 113241300.

## География
Село расположено в восточной части района, на расстоянии примерно 86 километров (по прямой) к востоку от административного центра района — города Акколь, в 13 километрах к востоку от административного центра сельского округа — аула Кына.
Абсолютная высота — 309 метров над уровнем моря.
Ближайшие населённые пункты: аул Кына — на западе, село Байконыс — на востоке.
Близ села проходит автодорога областного значения — КС-8 «Новый Колутон — Акколь — Азат — Минское».

## Население
В 1989 году население села составляло 1351 человек (из них казахи — 52 %, русские — 23 %).
В 1999 году население села составляло 1083 человека (540 мужчин и 543 женщины). По данным переписи 2009 года, в селе проживали 472 человека (226 мужчин и 246 женщин).
| Численность населения | Численность населения | Численность населения |
| 1989                  | 1999                  | 2009                  |
| --------------------- | --------------------- | --------------------- |
| 1351                  | ↘1083                 | ↘472                  |

## Улицы[6]
- ул. Алиби Жангельдина
- ул. Байтерек
- ул. Бейбитшилик
- ул. Достык
- ул. Жасыл
- ул. Женис
- ул. Сагадата Нурмагамбетова
- ул. Селета
- ул. Тауелсиздик
- ул. Токтара Аубакирова
- ул. Тын игерушилер
- ул. Ыбырая Алтынсарина